# Jorge da Costa

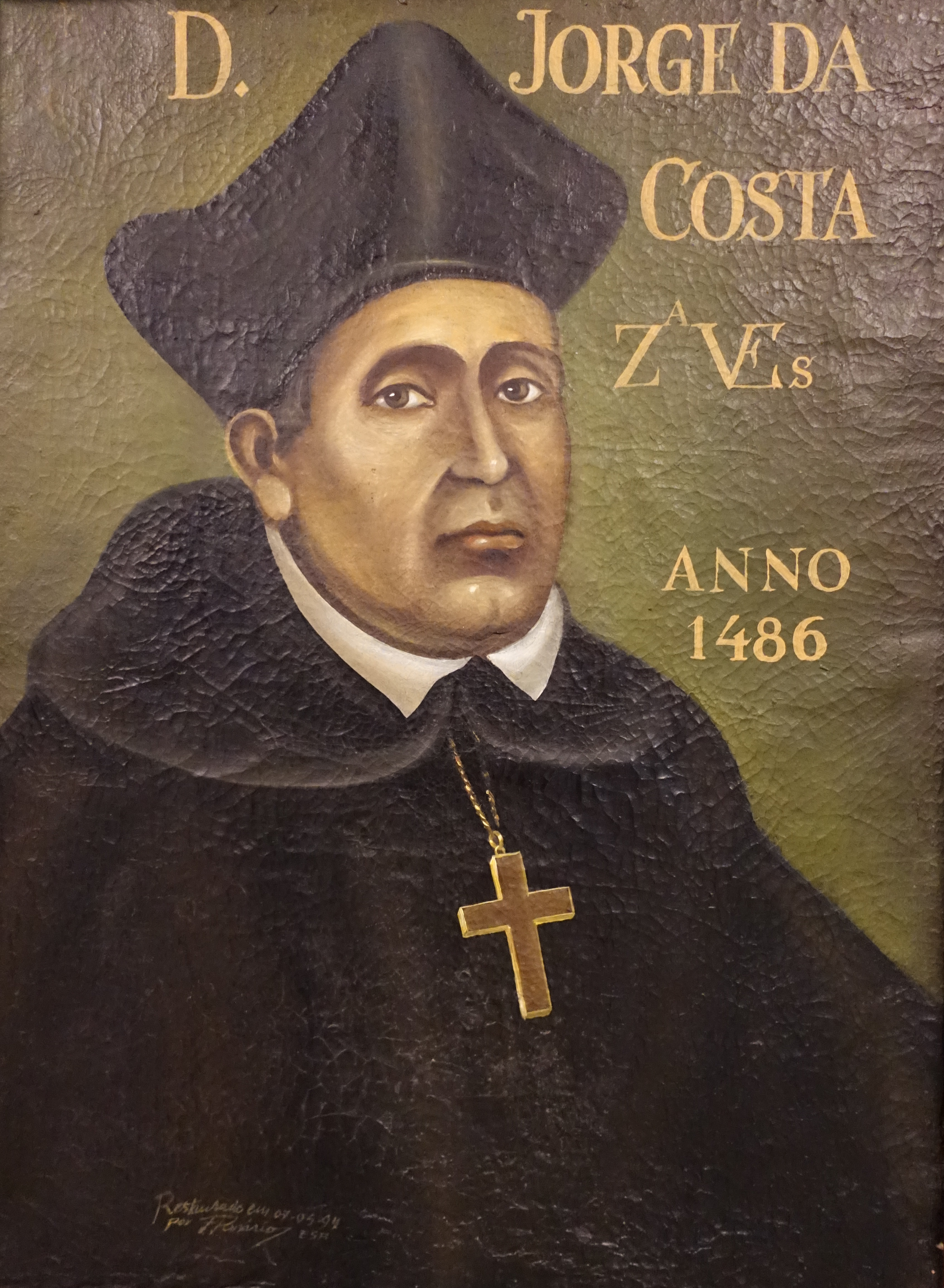
Jorge da Costa als Erzbischof von Braga (1486)

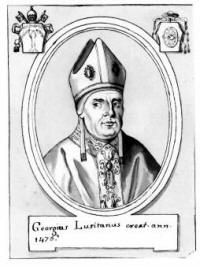
Kardinal Jorge da Costa

Kardinalswappen (schematische Nachzeichnung)

Jorge da Costa (* 1406 in Alpedrinha, Beira, Königreich Portugal; † 18. September 1508 in Rom) war ein portugiesischer Geistlicher, Erzbischof von Lissabon und Kardinal der Römischen Kirche.

## Leben

### Herkunft und Jugend
Jorge da Costa stammte aus einer verarmten Familie. Er war der Sohn des Martin Vaz und der Caterina Gonçalves da Costa. Er hatte mehrere Geschwister: Martinho da Costa, der ihm als Erzbischof von Lissabon nachfolgte; den namensgleichen Jorge da Costa, Erzbischof von Braga; Catherina da Costa; Isabel da Costa; Elvira da Costa und Margarida Vaz. Nach seiner Schulbildung in Alpedrinha studierte er an der Universität von Paris, die seine Brüder Martinho und Jorge ebenfalls besuchten.

### Kirchliche Laufbahn
Nachdem er sein Studium abgeschlossen hatte, kehrte Jorge da Costa nach Lissabon zurück und wirkte als Seelsorger in Scalabo (Santarém), wohin sich der portugiesische Königshof wegen der Pest zurückgezogen hatte. Er wurde Seelsorger und Beichtvater der Infantin Katharina (* 25. November 1436; † 17. Juni 1463), einer Tochter König Eduards I., die dem Orden der Klarissinnen angehörte. Ebenso war er Berater und Beichtvater von König Alfons V., dieser entsandte ihn als Botschafter an den Königshof von Kastilien.
|
Am 6. März 1463 wurde Jorge da Costa zum Bischof von Évora ernannt. In einer Mission in Gibraltar erreichte er einen Friedensschluss mit König Heinrich IV. von Kastilien. Er wurde am 26. November 1464 zum Erzbischof von Lissabon erhoben, von diesem Amt trat er am 28. Juni 1500 zugunsten seines Bruders Martin zurück.
Auf Vorschlag König Alfons V. von Portugal wurde Jorge da Costa zum Kardinal erhoben, Papst Sixtus IV. kreierte ihn im Konsistorium vom 18. Dezember 1476 zum Kardinalpriester. Die Kardinalserhebung wurde am 20. Dezember desselben Jahres in der Vatikanbasilika bekanntgegeben, den Kardinalshut und die Titelkirche Santi Marcellino e Pietro erhielt Jorge da Costa am 15. Januar 1477. Wegen Zwistigkeiten mit dem Thronerben, dem Infanten Johann, verließ der Kardinal nach dem Tode Alfons V. Portugal und lebte von da an in Rom, das er in aller Stille und durch Krankheit geschwächt am 14. Juni 1480 erreichte. Am 8. Juli 1484 nahm er erstmals an einem öffentlichen Konsistorium teil. Bereits am 19. März 1484 war er zum legatus a latere in Venedig ernannt worden, mit dem Ziel, Italien zu befrieden. Am 22. März reiste er nach Cesena, gelangte jedoch nicht weiter. Zum Konklave 1484 war er wieder in Rom und war einer der Kardinäle, die Papst Innozenz VIII. wählten. Am 8. November 1484 optierte er für die Titelkirche Santa Maria in Trastevere. Vom 11. Januar 1486 bis 1487 war er Kämmerer des Heiligen Kardinalskollegiums. Im Jahr 1486 wurde er zum Erzbischof von Braga ernannt, wo er 1488 eine Synode abhielt; noch in demselben Jahr verzichtete er auf den Bischofssitz zugunsten seines Bruders Jorge und war von 1501 bis 1505 dort noch einmal Administrator. Am 15. Oktober 1489 optierte er für die Titelkirche San Lorenzo in Lucina, in deren Nähe er residierte.
Jorge da Costa optierte am 10. Oktober 1491 für die Kardinalsklasse der Kardinalbischöfe und das suburbikarische Bistum Albano, behielt jedoch in commendam den Titel von San Lorenzo in Lucina bis zu seinem Tode. Am 22. März 1492 empfing er Kardinal Giovanni de’ Medici in der Kirche Santa Maria del Popolo, und im Mai desselben Jahres eskortierte er die „Heilige Lanze“ von Narni nach Rom. Er nahm am Konklave 1492 teil, aus dem Alexander VI. als Papst hervorging. Am 13. Februar 1495 übertrug der Papst ihm in commendam den Bischofssitz von Genua, auf den Kardinal Paolo Fregoso zu seinen Gunsten verzichtet hatte, wobei er sich das Recht vorbehielt, die Kommende zurückzuerhalten; am 29. Juli 1496 verzichtete Jorge da Costa zugunsten Kardinal Fregosos. Er war federführendes Mitglied einer sechsköpfigen Kardinalskommission, die 1497 eine Reformbulle vorbereiten sollte. Am 14. Mai 1501 optierte er für das suburbikarische Bistum Frascati und nach dem 10. April 1503 für das suburbikarische Bistum Porto e Santa Rufina, das mit dem Amt des Subdekans des Kardinalskollegiums verbunden war. Er nahm am ersten Konklave von 1503 teil, das Pius III. zum Papst wählte; ebenso nahm er am zweiten Konklave von 1503 teil, bei dem Julius II. zum Papst gewählt wurde.

### Letzte Jahre und Tod
Anfang 1505 wurde er – fast hundertjährig – zum Bischof von Viseu ernannt, verzichtete jedoch noch vor dem Juni 1505 auf diesen Bischofssitz. Für den feierlichen Einzug Julius’ II. in Rom am 28. März 1507 ließ er auf dem Campo Marzio einen Triumphbogen errichten.
Kardinal Jorge da Costa war ein bedeutender Kunstmäzen und galt als einer der reichsten Kardinäle seiner Zeit.
Jorge da Costa starb am 18. September 1508 in seinem 102. Lebensjahr in Rom. Beigesetzt wurde er in der Kapelle Santa Caterina, die er bereits 1489 in der Kirche Santa Maria del Popolo hatte errichten lassen und die in seinem Auftrag von Pinturicchio mit Fresken ausgestattet worden war.